# Cerodontha lunulata
Cerodontha lunulata este o specie de muște din genul Cerodontha, familia Agromyzidae, descrisă de Mitsuhiro Sasakawa în anul 1992.
Este endemică în Columbia. Conform Catalogue of Life specia Cerodontha lunulata nu are subspecii cunoscute.